# Ингенер-Пятинское сельское поселение
Ингенер-Пятинское се́льское поселе́ние — упразднённое муниципальное образование в Старошайговском районе Мордовии Российской Федерации.
Административный центр — село Ингенер-Пятина.

## История
Статус и границы сельского поселения установлены Законом Республики Мордовия от 28 декабря 2004 года № 126-З «Об установлении границ муниципальных образований Старошайговского района, муниципального образования Старошайговский район и наделении их статусом сельского поселения и муниципального района»
Законом от 17 мая 2018 года N 48-З, Ингенер-Пятинское сельское поселение и сельсовет были упразднены, а входившие в их состав населённые пункты были включены в состав Новотроицкого сельского поселения и сельсовета с административным центром в селе Новотроицкое.

## Население
| 2002 | 2010 | 2012 | 2013 | 2014 | 2015 | 2016 |
| ---- | ---- | ---- | ---- | ---- | ---- | ---- |
| 295  | ↘261 | ↘259 | ↘245 | ↘230 | ↘225 | ↘208 |
| 2017 | 2018 |      |      |      |      |      |
| ↗210 | ↘208 |      |      |      |      |      |

## Состав сельского поселения
| № | Населённый пункт | Тип населённого пункта | Население |
| - | ---------------- | ---------------------- | --------- |
| 1 | Верхняя Верченка | деревня                | ↘10       |
| 2 | Ингенер-Пятина   | село                   | ↘249      |
| 3 | Нижняя Верченка  | деревня                | ↘2        |